# گمینا ویژبیتسا (استان ماسوویان)
گمینا ویژبیتسا (استان ماسوویان) (به لهستانی:  Gmina Wierzbica) یک گمینا در لهستان است که در شهرستان رادوم واقع شده‌است. گمینا ویژبیتسا ۹۳٫۹۷ کیلومتر مربع مساحت و ۱۰٬۰۹۳ نفر جمعیت دارد.